# Geschäftsprozessautomatisierung
Geschäftsprozessautomatisierung – auch unter seiner englischen Bezeichnung Business Process Automation geläufig – ist ein Konzept aus der Wirtschaftsinformatik, das eine technologiegestützte Automatisierung von Geschäftsprozessen beinhaltet und zugleich einen thematischen Gegenstand der digitalen Transformation in Unternehmen darstellt. Betriebswirte verwenden zuweilen auch verkürzend den Begriff „Prozessautomatisierung“, wenn aus dem Zusammenhang ersichtlich ist, dass es um Geschäftsprozesse geht.
Mit der praktischen Umsetzung dieses Konzepts geht eine Workflow-Automatisierung im Geschäftsbereich eines Unternehmens wesentlich einher. Ist das Konzept einmal umgesetzt und laufen die Geschäftsprozesse ohne menschliches Eingreifen völlig automatisiert nur noch im Hintergrund ab, so wird auch von sogenannter „Dunkelverarbeitung“ der Geschäfte gesprochen (etwa in Teilen der Versicherungswirtschaft, wo mit erheblichem Rechnereinsatz Geschäftsprozesse automatisiert werden).

## Mögliche Gründe, Geschäftsprozessautomatisierung anzuwenden
Geschäftsprozessautomatisierung kann dazu dienen,
- durch Entfallen von manueller Arbeit die Kosten zu senken,
- die Servicequalität zu erhöhen (insbesondere durch Vermeidung menschlicher Fehler oder durch Bereitstellung strukturierter Daten für die Prozessanalyse im Rahmen eines Kontinuierlichen Verbesserungsprozesses) oder
- die Durchlaufzeit zu verringern.

## Herausforderungen
Herausforderungen bei der Vollautomatisierung von Prozessen sind:
- Datenqualität: Basis für die Automatisierung eines Geschäftsprozesses sind die Daten. Falsch erfasst oder fehlende Daten erschweren die Automatisierung. Daher kommt dem Inputmanagement eine große Bedeutung zu.
- Sonderfälle: Automatisierte Prozesse können am besten Standardanliegen und in der Fließfertigung systematisch verknüpfte Vorgänge verarbeiten. Sonderfälle oder auch Dokumente mit heterogenem Format und Layout sowie Nachrichten mit viel Freitext sind ungleich schwerer abzubilden.
- Change Management: Automatisierung führt in der Regel zu tiefgreifenden organisatorischen Veränderungen, die gestaltet und strukturiert begleitet werden müssen.

## Technologien, welche über den Technologierahmen konventioneller Geschäftsprozessautomatisierung hinausgehen
Automatisierung besteht aus der Integration von Anwendungen, der Umstrukturierung von Arbeitsressourcen und dem Einsatz von Software-Anwendungen im gesamten Unternehmen. Dies kann durch Einführung von Spezialsoftware für die jeweiligen Geschäftsprozesse oder durch universelle anpassbare Automatisierungslösungen erfolgen.
Die Automatisierung von Cloud-Prozessen ist ein aufstrebender Bereich innerhalb der Geschäftsprozessautomatisierung und grenzt sich zur Legacy-Automation mittels Robotic Process Automation (RPA) ab.

### Unterschied zwischen Cloud-Geschäftsprozessautomatisierung und Robotic Process Automation
Cloud-Geschäftsprozessautomatisierung fokussiert sich auf Cloud-Applikationen, die zunehmend im betriebswirtschaftlichen Kontext an Relevanz gewinnen. Im Unterschied dazu liegt der Fokus bei Robotic Process Automation oftmals auf veralteten, sogenannten legacy-Systemen, die häufig keine offenen API-Schnittstellen aufweisen, wo eine Geschäftsprozessautomatisierung ansetzen könnte. Zur Automatisierung dieser Systeme werden sog. Roboter benötigt, um mit dem User Interface der Software zu interagieren. Cloud-Geschäftsprozessautomatisierung benötigt hingegen Schnittstellen, die über das Internet erreichbar sind.

### Cloud-Geschäftsprozessautomatisierung
Der Automatisierung von Cloud-Geschäftsprozessen (Cloud-BPA) dienen verschiedene Softwarelösungen, die sich in die Softwarekategorie „Integration and Governance Platform as a Service“ (iPaaS) einordnen lassen. Im englischsprachigen Raum wird Cloud-Geschäftsprozessautomatisierung auch als „Task Automation“ (zu deutsch: ‚Aufgabenautomatisierung‘) beschrieben.
Beispiele für Softwarelösungen sind:
- IFTTT
- Lobster_data
- Make (vormals Integromat)[8]
- Microsoft Power Automate
- Zapier

### Robotic Process Automation
Zur Automatisierung von sog. legacy-Prozessen kann die Robotic-Process-Automation herangezogen werden. Robotic Process Automation (RPA, deutsch: Robotergesteuerte Prozessautomatisierung) ist ein Ansatz zur Prozessautomatisierung, bei dem manuelle Tätigkeiten durch Softwareroboter, sogenannte „Bots“, programmiert und automatisiert ausgeführt werden. Fortschrittliche RPA-Lösungen können in ihrer Erscheinung über reine Softwareroboter hinausgehen und verfügen außer über Fähigkeiten des Maschinellen Sehens sogar noch über Kinematiken und Stimmen, die sie einsetzen können, um auch berührungs- und sprachgesteuerte Eingabegeräte bedienen zu können.
Softwarelösungen sind unter anderem:
- UiPath[11]
- Blue Prism
- Automation Anywhere
- PowerAutomate[12] (UIFlow)
- EMMA (WIANCO OTT Robotics)